# Ponte (Guimarães)
Ponte ist eine Gemeinde im Norden Portugals.
Ponte gehört zum Kreis Guimarães im Distrikt Braga, besitzt eine Fläche von 6,0 km² und hat 6687 Einwohner (Stand 19. April 2021).